# Dubovsko
Dubovsko es un despoblado del municipio de Bihać, en el cantón de Una-Sana, Bosnia y Herzegovina.

## Superficie
Posee una superficie de 10,18 kilómetros cuadrados.

## Demografía
Hasta 2013 la zona estaba despoblada.